# 熊谷亮丸
熊谷 亮丸（くまがい みつまる、1966年 - ）は、日本の経営者、経済学者、大和総研の代表取締役副社長 兼 副理事長　リサーチ本部長　チーフエコノミスト。政府税制調査会特別委員。特定複合観光施設区域整備推進会議委員。総務省「情報通信審議会」委員。経済同友会幹事、経済情勢調査会委員長。

## 来歴
東京都出身。
1978年東京教育大学附属小学校（現・筑波大学附属小学校）、1984年に筑波大学附属中学校・高等学校を卒業。一浪し、東京大学文科一類に入学。1989年同大学法学部第2類（公法コース）卒業後、日本興業銀行に入行。同行調査部、興銀証券、みずほ証券、メリルリンチ日本証券を経て、2007年大和総研に入社。2010年 同社チーフエコノミスト、2014年  執行役員チーフエコノミスト、2017年 常務執行役員チーフエコノミスト。2020年　専務取締役　調査本部長　チーフエコノミスト、2021年より現職。1993年 東京大学大学院法学政治学研究科修士課程修了（旧興銀より国内留学）。2016年 米国ハーバード経営大学院  AMP（上級マネジメントプログラム）修了。内閣官房参与（経済・金融）（2020年〜2024年）、政府税制調査会特別委員（2020年〜）、特定複合観光施設区域整備推進会議委員（2017年～）、総務省「速報性のある包括的な消費関連指標の在り方に関する研究会」委員（2016年～2017年）、総務省「情報通信審議会」委員（2015年～）、内閣官房「公的・準公的資金の運用・リスク管理等の高度化等に関する有識者会議」有識者委員（2013年）、内閣府「今後の経済財政動向等についての集中点検会合」メンバー（2013年）、参議院予算委員会調査室客員調査員（2010年、2012年）、財務省「関税・外国為替等審議会」専門委員（2002年～2011年）等の公職を歴任。経済同友会幹事（2018年〜）、経済情勢調査会委員長（2019年〜）。同「Japan 2.0 検討PT」「中国委員会」「欧州・ロシア委員会」などの副委員長を歴任。株式会社財界研究所「財界賞・経営者賞」選考委員会　選考委員（2011年～）。大阪経済大学客員教授（2013年～2016年）。
各種アナリストランキングで、エコノミスト、為替アナリストとして、合計7回、1位を獲得。テレビ東京系列ワールドビジネスサテライト、読売テレビ系列ウェークアップ!ぷらすのコメンテーターとして活躍中。NHK「日曜討論」「ニュースウオッチ9」「ニュース7」、テレビ朝日「報道ステーション」等にも頻繁に出演している。

## 主張
日本の財政について「政治家を選んできたのは誰なのか。日本は『独裁国家』ではなく、『民主主義国家』である。政治家の質が低下しているのだとすれば、それは日本人の『民度』の低下を映す鏡に過ぎない。象徴的な事例は、国民の間に蔓延する『消費税引き上げ』に対する過剰な拒絶反応である。『民度』を高めること、つまり国民一人一人が『見識』を持たなければ、日本の財政破綻は回避できない」と述べている。また、「日本の『民度』を向上させるために最も重要なのは、個人の能力を高める『教育改革』である」と主張している。

## 主な著書
- 「世界インフレ襲来」東洋経済新報社、2011年
- 「日経プレミアシリーズ：消費税が日本を救う」日本経済新聞出版社、2012年
- 「パッシングチャイナ　日本と南アジアが直接つながる時代」講談社、2013年
- 「リーダーになったら知っておきたい経済の読み方」KADOKAWA、2015年
- 「ポストコロナの経済学〜8つの構造変化のなかで日本人はどう生きるべきか?」日経BP、2020年